# David Allan Bromley
David Allan Bromley (4 de mayo de 1926 – 10 de febrero de 2005) fue un físico estadounidense de ascendencia canadiense. Fue administrador académico y Asesor de Ciencias del presidente de los Estados Unidos George H. W. Bush. Su campo de investigación fueron las reacciones y estructuras nucleares de baja energía utilizando rayos de iones pesados.

## Biografía
Bromley nació en Westmeath, Ontario, Canadá, y recibió un Bachelor of Science en 1949 y una maestría en 1950 de la Queen's University. Recibió otra Maestría y un doctorado en Física nuclear en 1952 de la Universidad de Rochester. Entre 1952 y 1953, fue instructor, y entre 1953 y 1954 fue profesor Asistente en la Universidad de Rochester. En 1955, fue contratado para ser Oficial Asociado de Investigación por parte de Atomic Energy of Canada Ltd. y entre 1958 y 1960, fue el director de Investigación y Jefe de Sección.
En 1960 se mudó a los Estados Unidos y se convirtió en Profesor Asociado de Física en la Universidad de Yale. Se naturalizó en 1970. Fue nombrado profesor en 1961 y fue director Asociado del Laboratorio Acelerador de Iones Pesados entre 1960 y 1963. Fue el fundador, y entre 1963 y 1989, el director, del Laboratorio de Estructura Nuclear A. W. Wright de Yale. Entre 1970 y 1977, fue el director del Departamento de Física. En 1972, fue nombrado Profesor de Física Henry Ford II y mantuvo ese cargo hasta 1993. Luego fue nombrado como el primer Profesor Sterling de las Ciencias.
Antes de ser incluido en el gabinete de Bush, fue miembro del consejo científico de la Casa Blanca del presidente Ronald Reagan. Mientras era asesor científico de Bush, presionó para una mayor obtención de financiamiento científico para que los Estados Unidos pueda competir con Japón y Alemania en la industria manufacturera. También apoyó la expansión de una red de alta velocidad que eventualmente se convertiría en el internet.
Luego de su trabajo en la arena pública, regresó a la Universidad de Yale para convertirse en Profesor y Decano de la Facultad de Ingeniería entre 1994 y el año 2000. Continuó enseñando en Yale hasta su muerte.
A lo largo de su carrera recibió muchas distinciones, entre ellas 33 títulos honorarios y membresías en la Academia Nacional de Ciencias de Estados Unidos y la Academia de Artes y Ciencias de Estados Unidos. En 1988, Bromley recibió la National Medal of Science.